# Boris Šprem
Boris Šprem (Koprivnički Bregi, 14 de abril de 1956 – 30 de setembro de 2012) foi um político croata e presidente do Parlamento Croata de 2011 a 2012.
Morreu a 30 de setembro de 2012, depois de há dois anos ter sido diagnosticado um cancro.